# Declaración de guerra del Reino Unido contra Japón
El 8 de diciembre de 1941, el gobierno del Reino Unido declaró la guerra al Imperio de Japón tras los ataques japoneses a Malaya, Singapur y Hong Kong. El secretario de Estado británico para Asuntos Exteriores, Anthony Eden, estaba en tránsito hacia Moscú en ese momento, por lo que el primer ministro Winston Churchill estaba a cargo del Ministerio de Asuntos Exteriores. El texto de su carta al embajador japonés era el siguiente: 
Señor,
En la tarde del 7 de diciembre, el Gobierno de Su Majestad en el Reino Unido se enteró de que las fuerzas japonesas sin previo aviso, ya sea en forma de una declaración de guerra o de un ultimátum con una declaración de guerra condicional, habían intentado aterrizar en la costa de Malaya y bombardeado Singapur y Hong Kong.
En vista de estos actos desenfrenados de agresión no provocada cometidos en violación flagrante del derecho internacional y en particular del artículo I de la Tercera Convención de La Haya en relación con la apertura de hostilidades, a la que tanto Japón como el Reino Unido son partes, el embajador de Su Majestad en Tokio recibió instrucciones de informar al Gobierno Imperial Japonés en nombre del Gobierno de Su Majestad en el Reino Unido que existe un estado de guerra entre nuestros dos países .
Tengo el honor de ser, con gran consideración,
Señor,
Tu siervo obediente,
Winston S. Churchill
De la carta, Churchill escribió más tarde: "A algunas personas no les gustó este estilo ceremonial. Pero después de todo, cuando tienes que matar a un hombre, no cuesta nada ser cortés".